# 东海县人民医院
东海县人民医院，是中华人民共和国江苏省的一所医院，为二级甲等医院，位于东海县中山北路45号。

## 规模
东海县人民医院总床位321张，日门诊量429人次。